# Gaal (biblische Person)
Gaal, der Sohn Ebeds war laut Richter 9, 26ff  ein Aufrührer in der Stadt Sichem zur Zeit des Königtums Abimelechs.

## Etymologie
Der hebräische Personenname גַּעַל ga‘al, deutsch ‚Gaal‘ ist ein Einwort- und Tiername. Er leitet sich wahrscheinlich vom arabischen ǧu‘al ab und bedeutet „Mistkäfer“.
Im Buch der Richter handelt es sich bei Gaal, Sohn Ebeds um eine bewusste Entstellung, um den Träger lächerlich zu machen. Ausgehend von der Wurzel געל g‘l „verabscheuen“ wird die Bedeutung „Ekel, Sohn eines Sklavens“ assoziiert.
Die Septuaginta gibt den Namen als Γααλ Gaal wieder, die Vulgata als Gaal. Vergleichbar ist der neupunische Personenname געלגסת g‘lgst.

## Der Aufstand des Gaal
Etwa drei Jahre nachdem sich Abimelech eigenmächtig in Sichem zum König gemacht und seine Macht auf ganz Israel ausgedehnt hatte, traten Gaal und seine Brüder in Sichem auf. Nachdem Abimelech zuvor bei seinem Griff nach dem Königtum mit seiner (nicht-israelitischen) Mutter aus Sichem argumentiert hatte, argumentierte nun Gaal damit, dass Abimelechs Vater Gideon Israelit sei und nicht aus Sichem stamme. Er selbst berief sich auf aus der Abstammung seiner Sippe hergeleitete Herrschaftsrechte, die er auf Hamor, den Vater Sichems, zurückführte (von diesem wird in 1. Mose 34,  als Vergewaltiger Dinas berichtet).
Nachdem der Stadthauptmann Sebul Abimelech hierüber unterrichtet hatte, kam dieser mit einem Heer und besiegte Gaal, so dass er und seine Brüder aus Sichem fliehen mussten. In der Folge wurde die Stadt Sichem durch Abimelech zerstört.